# Shi Jialuo
Shi Jialuo (en chinois : 施嘉洛), né le 25 janvier 1993, est un escrimeur chinois. Il prend la deuxième place par équipes aux championnats du monde d'escrime 2014.
Shi s'est révélé dès l'âge de 16 ans en prenant une place de quart de finaliste aux championnats du monde d'escrime 2009, battant au passage les champions olympiques Brice Guyart et Benjamin Kleibrink. Peu impliqué dans le circuit coupe du monde, il compte pour meilleur résultat la 36e place du classement mondial.

## Palmarès
- Championnats du monde
  -  Médaille d'argent par équipes aux championnats du monde 2014 à Kazan